# Dio Vi Salvi Regina
Diu vi salvi Regina is het volkslied van Corsica. Het is afkomstig van het Regina Salvo, een geestelijk lied gewijd aan de Heilige Maagd dat in 1097 werd geschreven door Adhémar, bisschop van Le Puy.
Het lied werd in 1681 voor het eerst gedrukt, in het Dottrina cristiana spiegata in versi van Innocenzo Innocenzi, uitgegeven te Napels. In 1735 verscheen er een tweede gedrukte versie. 
In 1735 werd het door Corsicaanse nationalisten aangewezen als volkslied van Corsica, toen zij de onafhankelijkheid van Corsica uitriepen en zich onder de bescherming van de Maagd Maria plaatsten. 
Diu vi salvi Regina, 

E madre universale. 

Per cui favor si sale, 

Al paradisu. 

Voi siete gioia è risu, 

di tutti i scunsulati, 

di tutti i tribulati 

unica speme. . 

A voi suspiera è geme, 

il nostru sfflittu core, 
 
in un mare di dolore 
 
e d'amarezza. 

María, mar di sulcezza, 
 
i vostri ochji pietosi, 

materni ed amurosi, 
 
a noi vulgete. 

Noi miseri accuglite, 

nel vostru santu velu, 

il vostru fligliu in celu, 

a noi mustrate. 

Gradite ed ascultate, 

o vergine María, 

dolce è clemente è pia 

gli affetti nostri.
Voi dai nemici nostri,

A noi date vittoria

E poi l'Eterna gloria

In Paradisu.